# Capromeryx minor
†Capromeryx minor – mała, wymarła antylopa z rodziny widłorogich zamieszkująca w plejstocenie Amerykę Północną. Szkielety tej antylopy przypominającej gazelę odnajdywano w Rancho la Brea w Kalifornii. Osiągała wysokość 60 centymetrów i ważyła 10 kilogramów. Samce posiadały rogi, a samice nie. 
Opisywano ją pod nazwami Capromeryx furcifer, Capromeryx mexicana i Capromeryx minimus. Szkielety tej antylopy odnaleziono w Teksasie, Nebrasce, Kansas, Arizonie, Nowym Meksyku, Sonorze i w środkowym Meksyku.